# Robert A. Alexander
Robert Aitcheson Alexander, född 1819, död 1 december 1867, var en amerikansk uppfödare av fullblods- och standardblodshästar.

## Biografi
Alexander föddes på en gård nära Midway i Woodford County i Kentucky, och efter sin fars död ärvde han och hans syskon egendomen.
Alexander åkte till England för att studera, och tog examen vid Trinity College, Cambridge. Under studietiden blev han förmånstagare av Sir William Alexander, hans farbrors, skotska gods i Airdrie och Cowdenhill. Han bodde på denna egendom i nio år och återvände sedan till Kentucky 1849.
I Kentucky började Alexander etablera ett stuteri, och i början av 1850-talet återvände han till Europa för att studera tekniken hos stuterier i Tyskland, Frankrike och England. Alexander lade sedan grunden för Woodburn Stud vid Spring Station, Kentucky, som skulle komma att bli ett av de ledande stuterierna i USA.
Alexander köpte två afroamerikanska slavar, Ansel Williamson och Edward D. Brown, som fick lära sig att avla och träna hästar. Båda fick senare framgångsrika karriärer som galopptränare. Efter att ha fått sin frihet stannade de kvar som anställda hos Alexander fram till hans död. De fortsatte med att träna vinnare av Kentucky Derby, och är båda invalda i National Museum of Racing och Hall of Fame.
I februari 1865 attackerade soldater från den sydstatsarmén byn Midway. De brände ner järnvägsstationen, rånade dess invånare och stal femton av Alexanders prisade fullblodshästar.
Alexander dog den 1 december 1867. Hans bror, Alexander John Alexander (känd som "A.J."), tog över ledningen av Woodburn Stud och förstärkte dess anseende ytterligare.